# Shinkansen Seria 500

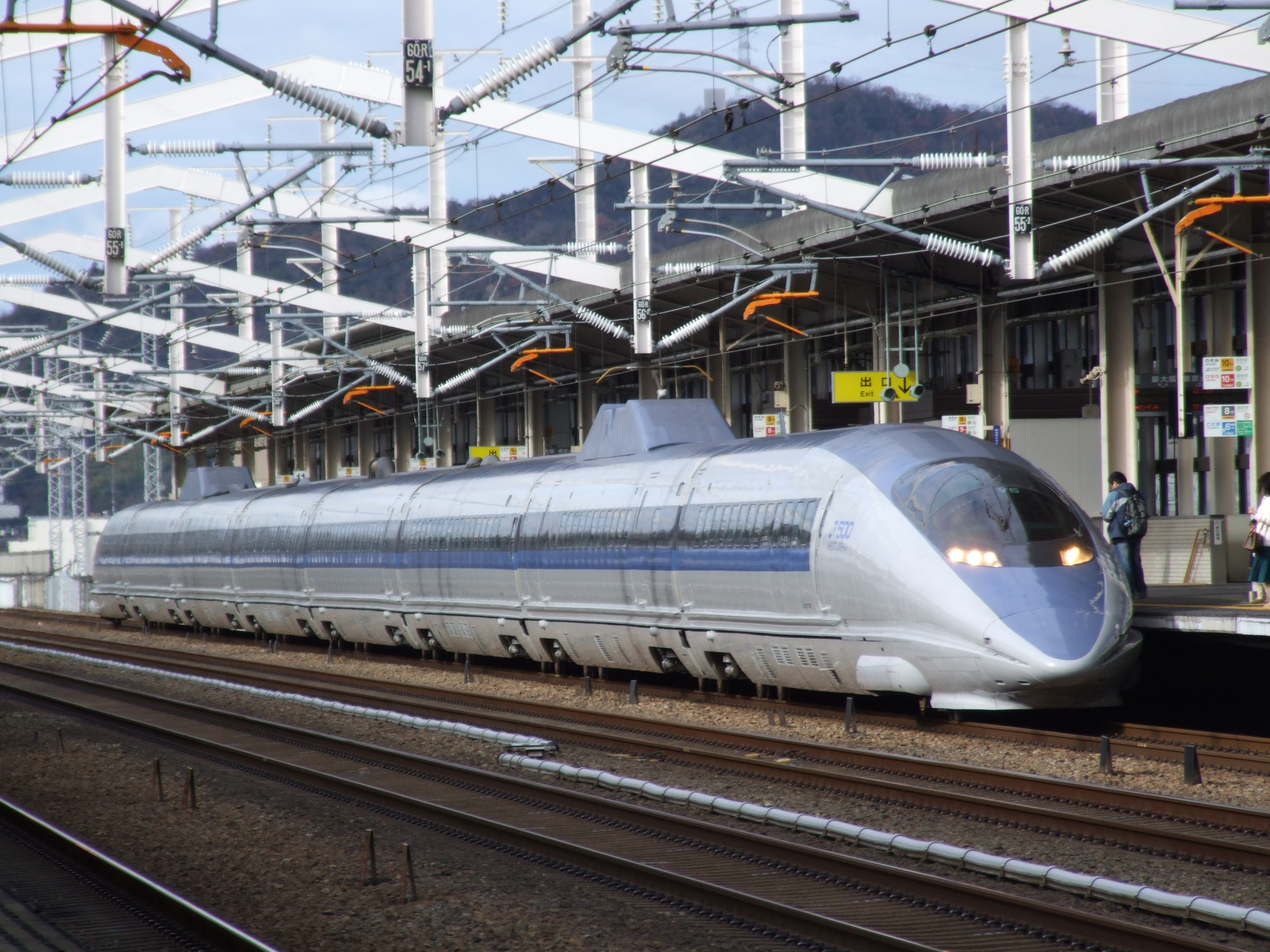
Shinkansen Seria 500

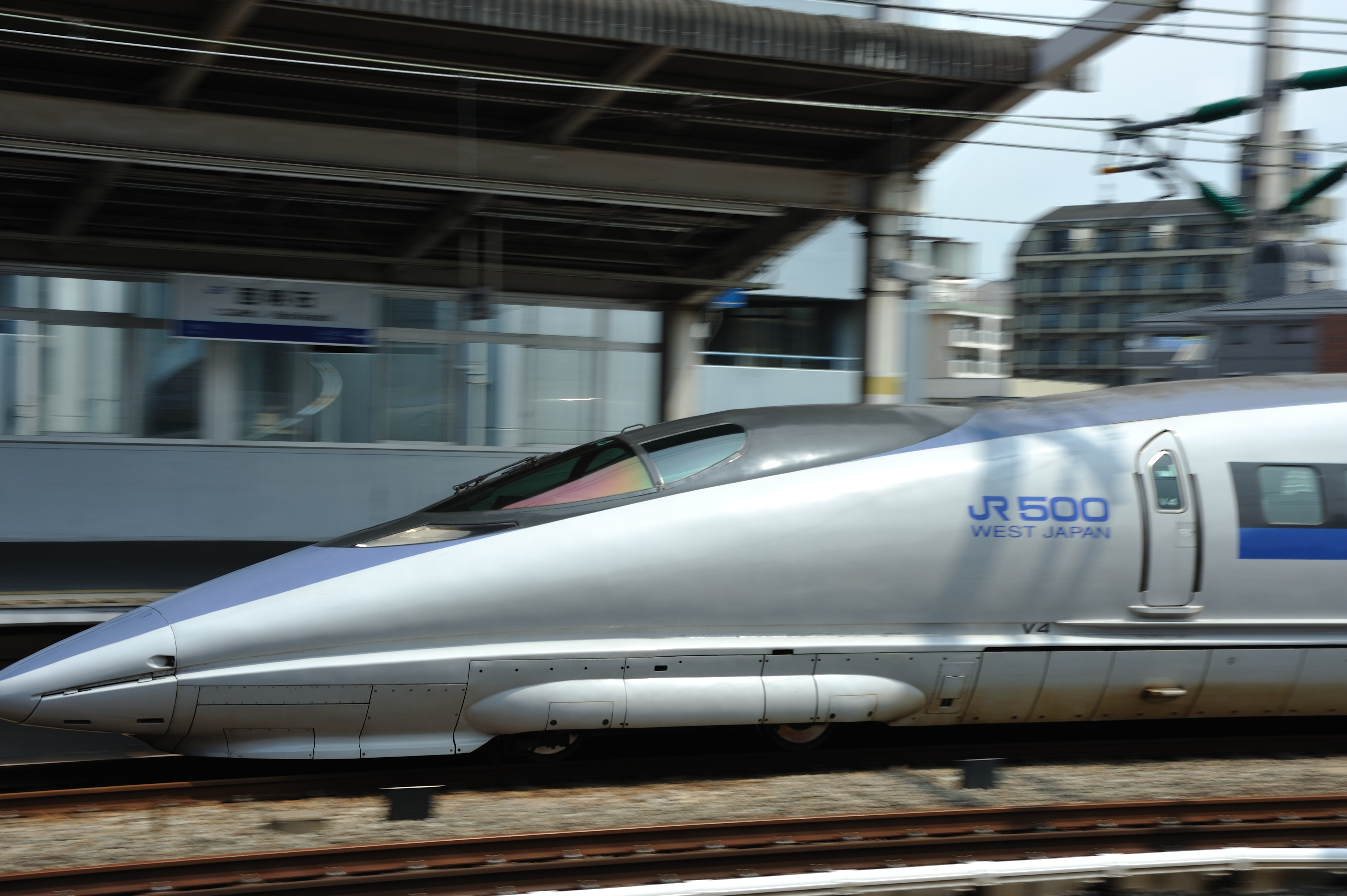
Seria 500

Shinkansen Seria 500 sunt cele mai rapide, mai puternice și mai scumpe garnituri de tren de mare viteză care rulează pe rețeaua de mare viteză japoneză Shinkansen. Trenul atinge viteze de 320 km/h.